# Duc de Buckingham
Pour les articles homonymes, voir Buckingham.
 (janvier 2023).
Si vous disposez d'ouvrages ou d'articles de référence ou si vous connaissez des sites web de qualité traitant du thème abordé ici, merci de compléter l'article en donnant les références utiles à sa vérifiabilité et en les liant à la section « Notes et références ».
Les titres de marquis et de duc de Buckingham, dénommés d'après la ville de Buckingham dans le comté du Buckinghamshire en Angleterre, ont été créés plusieurs fois dans les pairies d'Angleterre, de Grande-Bretagne et du Royaume-Uni. Il y a également eu des comtes de Buckingham.
Le titre de duc de Buckingham a été associé donnant : duc de Buckingham et Chandos et duc de Buckingham et Normanby.

## Première création (1444)
- 1444-1460 : Humphrey Stafford (1402-1460) ;
- 1460-1483 : Henry Stafford (1455-1483). Exécuté pour trahison. Petit-fils du précédent ;
- 1486-1521 : Edward Stafford (1478-1521). Restauré en 1486, exécuté pour trahison en 1521. Fils du précédent.

Edward Stafford est déchu à titre posthume de tous ses titres et terres au profit de la Couronne par arrêt du Parlement le 31 juillet 1523 privant ses enfants de tout héritage.

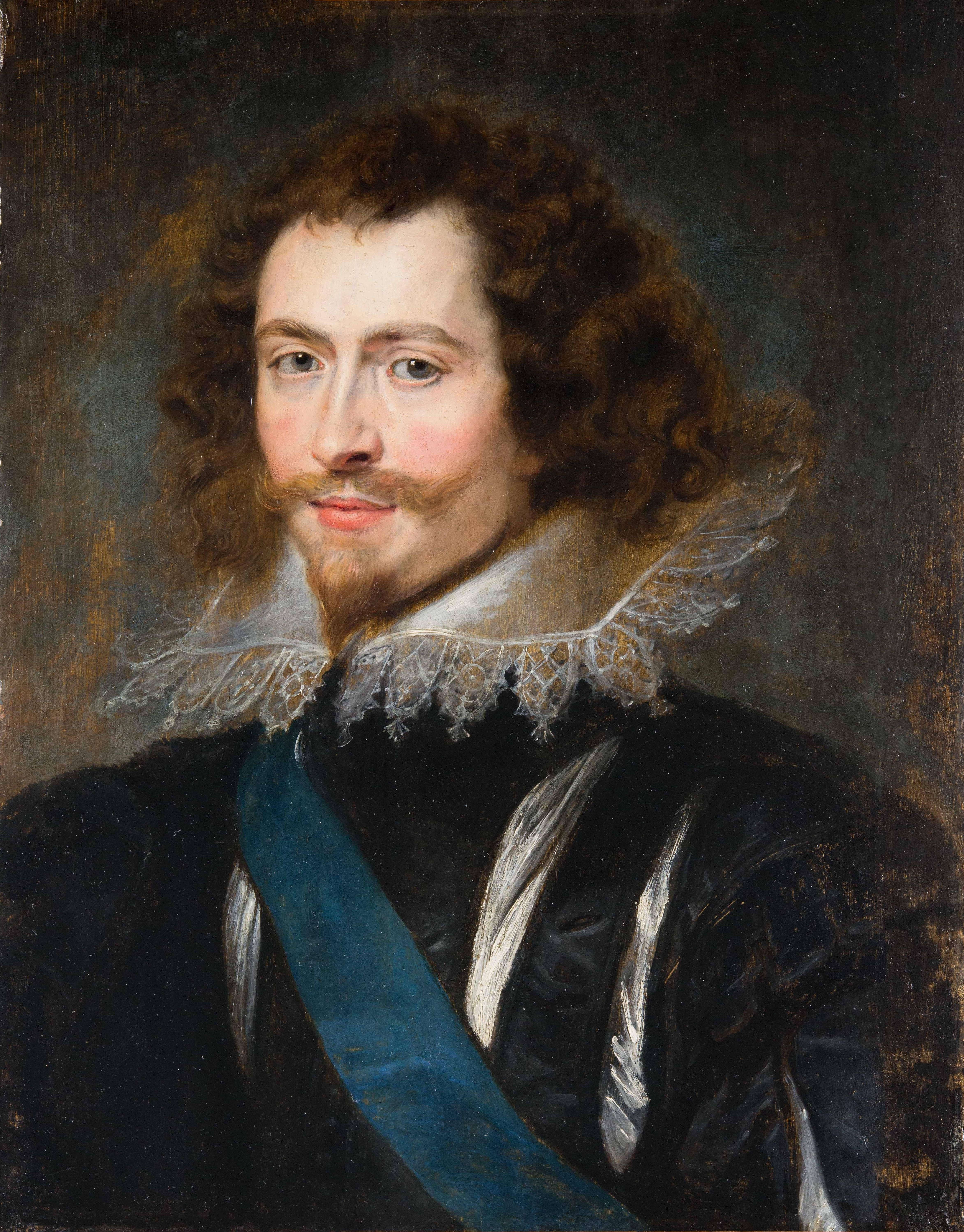
Rubens, Portrait de George Villiers, (1592-1628), 1er duc de Buckingham (2e création)

## Deuxième création (1623)
Les ducs de Buckingham de cette deuxième création ont porté les titres préalables de baron Whaddon (1616), de vicomte Villiers (1616), de comte de Buckingham (1617), de marquis de Buckingham (1618) et de comte de Coventry (1623), tous dans la pairie d'Angleterre.
- 1623-1628 : George Villiers, 1er duc de Buckingham (1592-1628) ;
- 1628-1687 : George Villiers, 2e duc de Buckingham (1628-1687). Fils du précédent.

Le titre s'éteint faute de descendants légitimes.

## Ducs de Buckingham et Normanby (1703)
Les ducs de Buckingham et Normanby ont porté les titres préalables de baron Sheffield (1547), de comte de Mulgrave (1626) et de marquis de Normanby (1694), tous dans la pairie d'Angleterre.
- 1703-1721 : John Sheffield (1648-1721) ;
- 1721-1735 : Edmund Sheffield (1716-1735). Fils du précédent.

Le titre s'éteint faute de descendants légitimes.

## Marquis de Buckingham, deuxième création (1784)
- 1784-1813 : George Nugent-Temple-Grenville (1753-1813), comte Temple (en) (1779), comte Nugent (en) (1788) ;
- 1813-1839 : Richard Temple-Nugent-Brydges-Chandos-Grenville (1776-1839), comte Temple de Stowe (en), marquis de Chandos, puis duc de Buckingham et Chandos en (1822). Fils du précédent.

## Ducs de Buckingham et Chandos (1822)
Les marquis et ducs de Buckingham et Chandos ont porté les titres préalables de Comte Temple (1779), Marquis de Buckingham (1784), de Marquis de Chandos (1822), et de Comte Temple of Stowe (1822).
- 1822-1839 : Richard Temple-Nugent-Brydges-Chandos-Grenville (1776-1839), voir ci-dessus.
- 1839-1861 : Richard Temple-Nugent-Brydges-Chandos-Grenville (1797-1861), Lord Cobham en 1808. Fils du précédent.
- 1861-1889 : Richard Plantagenet Campbell Temple-Nugent-Brydges-Chandos-Grenville (1823-1889), baron Kinloss en 1868. Fils du précédent.

Le titre s'éteint faute de descendants légitimes.